# Blanche Edwards-Pilliet

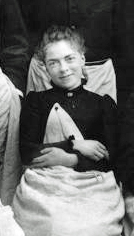
Blanche Edwards-Pilliet, 1888

Blanche Adélaïde Edwards-Pilliet (* 24. November 1858 in Milly-la-Forêt; † 10. Januar 1941 in Paris, 16. Arrondissement) war eine französische Ärztin, Feministin und Sozialreformerin. Zusammen mit Augusta Déjerine-Klumpke war sie die erste Frau, die in Frankreich die Prüfung für das Internat des hôpitaux de Paris ablegte, die damalige Facharztprüfung, die über einen Wettbewerb erreicht wurde.

## Leben
Sie wurde als Tochter eines britischen Arztes und einer französischen Mutter. Sie wurde zu Hause in Neuilly-sur-Seine von ihrem Vater George Hugh Edwards unterrichtet und erhielt eine zweisprachige französisch-englische Erziehung in den Geisteswissenschaften und in Mathematik, Naturwissenschaften, Griechisch, Latein und Deutsch. Sie erwarb 1877 das Baccalauréat littéraire und 1878 das Baccalauréat scientifique. Mit 19 Jahren schrieb sie sich an der Faculté de médecine de Paris zum Medizinstudium ein.
Gemeinsam mit der Amerikanerin Augusta Klumpke meldete sie sich 1881 für das Externat de médecine en France, die Medizinfachausbildung am Krankenhaus, an. Sie stießen auf Ablehnung und Vorbehalte von allen Seiten, weil sie Frauen waren. Am 17. Januar 1882 öffnet ihnen ein Präfekturerlass das Externat unter der Bedingung, dass mit dem Abschluss des Externats keinesfalls die Beteiligung an der Auswahlprüfung zum Internat des hôpitaux de Paris verbunden wäre. Im Oktober 1882 begannen die beiden Frauen mit der Ausbildung.
Sie entschieden sich dennoch, sich für das Internat zu bewerben und stießen auf noch größeren Widerstand. Im Jahr 1885 unterzeichneten 90 Ärzte und Assistenzärzte eine Petition gegen ihre Zulassung. Der Minister für öffentliche Bildung Paul Bert musste den Präfekten des Departements Seine, Eugène Poubelle, auffordern, einen Erlass zu erlassen, der Frauen die Aufnahme in ein Krankenhaus ermöglichte. Dies geschah am 3. Juli 1885. Aber beide Kandidatinnen wussten, dass sie weiterhin auf Feindseligkeit stoßen werden würden.
Klumpke bestand die schriftliche Prüfung, fiel aber bei der mündlichen Prüfung durch. Edwards-Pilliet schaffte es nicht durch die schriftliche Prüfung. Im folgenden Jahr wird Klumpke als 16. von 52 Plätzen aufgenommen. Blanche Edwards wird als provisorische Assistenzärztin in der Abteilung von Jean-Martin Charcot aufgenommen, wo sie Sigmund Freud und Henri de Toulouse-Lautrec kennenlernt. Da sie die Altersgrenze erreicht hatte, blieb sie ihr ganzes Leben lang provisorische Assistenzärztin. 1889 verteidigte sie ihre Dissertation über L'hémiplégie dans quelques affections nerveuses („Halbseitenlähmung bei einigen Nervenerkrankungen“). Sie eröffnete eine Praxis als Allgemeinmedizinerin, wo sie die nächsten 50 Jahre arbeitete. Die ersten fünf Jahre waren jedoch wirtschaftlich schwierig. Ihre Kunden sind vornehmlich arme Frauen und Kinder, von denen sie oft kein Geld verlangt. Trotzdem gibt sie auch medizinische Kurse. Sie ist die einzige Frau, die am Assistance publique – Hôpitaux de Paris unterrichtet.
Im Jahr 1892 wurde sie Professorin für Krankenpflege und unterrichtete Schwester und Pfleger am Hôpital Bicêtre und am Hôpital de la Salpêtrière.
Im Jahr 1891 heiratete sie ihren Kollegen, den Arzt Alexandre-Henri Pilliet (1861–1898). Nach seinem frühen Tod, zog sie ihre drei Kinder allein auf.
Edwards-Pilliet setzte sich für soziale Reformen ein, vor allem zugunsten von Frauen und Kindern. 1888 gehörte sie dem Redaktionsausschuss der von Céline Renooz gegründeten Revue scientifique des femmes an. 1909 gründete sie die Ligue des mères de famille, eine der ersten Nichtregierungsorganisationen, die vielen späteren Organisationen als Vorbild diente. Sie war Mitglied der Parti radical, die sich für das Frauenwahlrecht einsetzte, und hatte am Weihnachtstag 1912 im Pariser Restaurant Mollard mit der „exilierten“ britischen Suffragettenführerin Christabel Pankhurst und anderen Gästen wie Irene und Hilda Dallas zu Abend gegessen; laut der Zeitung The Suffragette endete der Abend mit dem Singen des Protestlieds „The March of Women“. 1930 wurde sie zur Vizepräsidentin einer der Sektionen der Parti radical Paris gewählt.
1924 wurde sie zum Ritter der Ehrenlegion ernannt, durchgeführt wurde die Ehrung von ihrem Schwiegersohn Albert Monbrun, ebenfalls Arzt.
Edwards-Pilliet starb 1941 im Alter von 83 Jahren im 16. Arrondissement von Paris.